# Bayingyi
Bayingyi，也被稱為葡裔緬甸人，是16和17世紀來到緬甸的葡萄牙人僱傭兵或冒險者的後裔。他們為緬甸國王的砲兵和火槍兵團隊工作，他們主要生活在上緬甸的實皆省。他們或多或少被該地區的主要民族緬族同化，但仍信仰天主教。在實皆省人口約3,000人。

## 詞源
Bayingyi一词源自阿拉伯语‘Feringhi’ 或 ‘Frank’，最初被中東穆斯林用來描述十字軍東征時來自歐洲的基督教入侵者。葡萄牙人的後代因其高加索人種而被稱為Bayingyi，但因為緬族的同化，這個詞的日常使用及其欧洲人的外观特徵幾乎已經消失。

## 歷史

### 葡萄牙人抵達
在16和17世紀，緬甸東吁王朝招募了歐洲人和穆斯林僱傭兵團，他們利用砲兵和火槍的知識協助緬甸人作戰。到了17世紀中期，由于在政治上具有危险性且价格昂贵，雇佣军在緬甸皇家卫队中實際上已經消失，轉而被缅甸军队的砲兵和火繩槍手替代。但取代雇佣兵本身就是傭兵的後裔，他們在上緬甸（在實皆省的廣闊平原）的世襲村莊定居，在那裡他們信仰自己的宗教（羅馬天主教）並遵循自己的習俗。

### 菲利佩·德·布里托-尼科特
最著名的葡萄牙冒險家之一是費利佩·德布里托·尼科特，他為若開邦國王Min Razagyi服務。1599年，他被任命為丁因總督。这里现在是勃固河上一個繁忙的港口，在那裡的山頂可以看到該國第一座天主教教堂的廢墟。
因他的部隊褻瀆了佛像，而激怒了緬甸人，在1613年4月，丁因被东吁王朝國王阿那畢隆袭击，德·布里托被釘在尖木樁上處決。同时葡萄牙社區有4,000至5,000人被俘虜后押送到往首都阿瓦。
1628年，Thalun國王繼位后，鼓勵葡萄牙人和他們的混血家庭融入社会，並給他們實皆的土地用于居住。現在這些葡萄牙傭兵後代，在種族和文化上都与緬族深层次融合，散居在該地區的不為人知的村莊和城鎮中。

## 人口
1830年的人口普查中Bayingyi人約有3,000人左右，這似乎是合理的，因為完全有可能還有數千人擁有葡萄牙血統，並且曾有至少5,000名葡萄牙冒險者和僱傭兵來到緬甸定居。幾個世紀的通婚使他們或少地同化為緬族人，但他們仍然保持著葡萄牙人的身份认同和羅馬天主教的信仰。